# Semen Novikov
Semen Serhijovyč Novikov (in ucraino Семен Сергійович Новіков?; Charkiv, 11 dicembre 1997) è un lottatore ucraino naturalizzato bulgaro, specializzato nella lotta greco-romana, campione olimpico negli 87 kg ai Giochi olimpici di Parigi 2024.

## Biografia
Ha studiato presso l'Università Nazionale di Agricoltura di Charkiv. Ha iniziato a praticare la lotta all'età di sei anni, avvicinandosi allo sport grazia al suggerimento di un amico di famiglia, suo vicino di casa.
Si è messo in mostra a livello giovanile vincendo il torneo degli 87 kg ai Mondiali U23 di Bucarest 2018 e Budapest 2019.
Ai campionati europei di Roma 2020 ha vinto la medaglia d'oro continentale nel torneo degli 87 chilogrammi, battendo in finale l'ungherese Viktor Lőrincz.
Alla Coppa del mondo individuale di Belgrado, competizione che ha preso il posto dei mondiali, annullati a causa dell'insorgere emergenza sanitaria, conseguenza della pandemia di COVID-19, ha conquistato la medaglia di bronzo negli 87 kg.
Ha gareggiato per l'Ucraina, fino al 2022, quando ha acquisito la cittadinanza bulgara. Ha debuttato per la Bulgaria nel 2023, dopo una pausa di 18 mesi. Ha deciso di passare alla Bulgaria per ottenere un posto ai Giochi olimpici dato che in quella categoria il rappresentante di punta della nazionale ucraina era il campion olimpico Žan Belenjuk. In proposito ha dichiarato: 
Agli europei di Zagabria 2023, è stato estromesso dal tabellone principale dall'ungherese stván Takács ai quarti; ai ripescaggi ha battuto il rumeno Nicu Ojog al secondo turno ed ha battuto lo svizzero Damian von Euw nella finale per il bronzo. Ai mondiali di Belgrado 2023 ha perso in semifinale contro l'ungherese Dávid Losonczi ed ha battuto l'azero Islam Abbasov nella finale per il terzo gradino del podio.
Ha rappresentato la Bulgaria ai Giochi olimpici di Parigi 2024 nel torneo degli 87 kg, dove ha sconfitto nell'ordine il danese Turpal Bisultanov agli ottavi, il georgiano Lasha Gobadze ai quarti, l'ungherese Dávid Losonczi in semifinale e l'iraniano Alireza Mohmadi in finale, aggiudicandosi così la medaglia d'oro. È stato portabandiera della nazionale nella cerimonia di chiusura.

## Palmarès
| Anno                             | Manifestazione  | Sede     | Evento | Risultato | Note |
| -------------------------------- | --------------- | -------- | ------ | --------- | ---- |
| In rappresentanza dell' Ucraina  |                 |          |        |           |      |
| 2016                             | Mondiali junior | Mâcon    | 84 kg  | 9º        |      |
| 2017                             | Europei junior  | Dortmund | 84 kg  | 9º        |      |
| 2018                             | Europei U23     | Istanbul | 87 kg  | 8º        |      |
| 2018                             | Mondiali U23    | Bucarest | 87 kg  | Oro       |      |
| 2019                             | Europei U23     | Novi Sad | 87 kg  | 9º        |      |
| 2019                             | Mondiali U23    | Budapest | 87 kg  | Oro       |      |
| 2020                             | Europei         | Roma     | 87 kg  | Oro       |      |
| In rappresentanza della Bulgaria |                 |          |        |           |      |
| 2023                             | Europei         | Zagabria | 87 kg  | Bronzo    |      |
| 2023                             | Mondiali        | Belgrado | 87 kg  | Bronzo    |      |
| 2024                             | Giochi olimpici | Parigi   | 87 kg  | Oro       |      |

## Altre competizioni internazionali
2020
- Bronzo nei 87 kg nella Coppa del mondo individuale ( Belgrado)